# Moraea bipartita
Moraea bipartita är en irisväxtart som beskrevs av Harriet Margaret Louisa Bolus. Moraea bipartita ingår i släktet Moraea och familjen irisväxter. Inga underarter finns listade i Catalogue of Life.